# Hermann Lingg

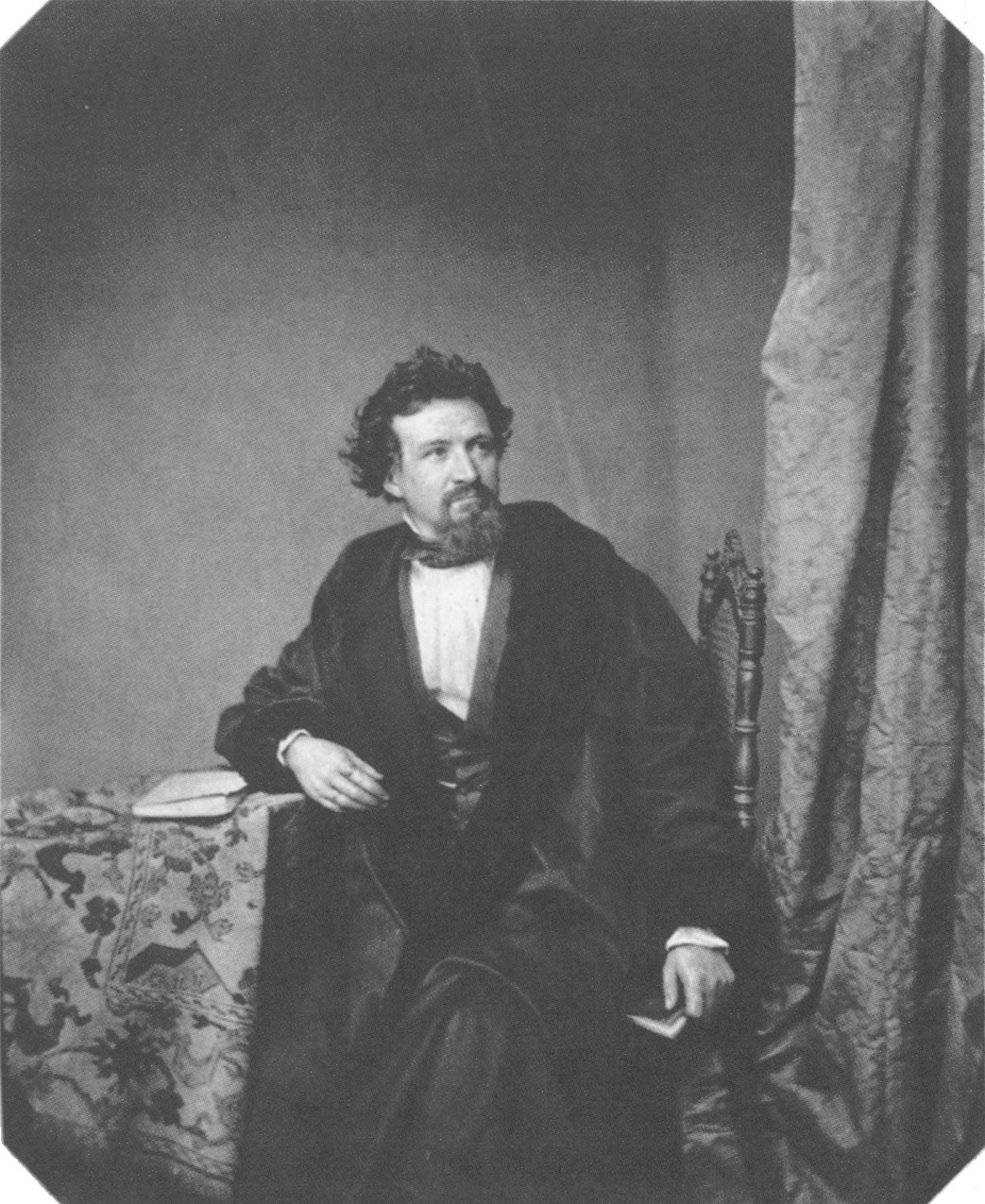
Hermann von Ling.

Hermann Ludwig Otto Lingg, född den 22 januari 1820 i Lindau, död den 18 juni 1905 i München, var en tysk skald.
Lingg tjänstgjorde 1846-50 som bayersk militärläkare, men pensionerades på grund av svår ohälsa och bodde sedan i München, sysselsatt med historiska studier och diktning. Han infördes i litteraturen av Geibel och tillhörde dennes krets; "stora" historiska ämnen lockade honom i synnerhet, och hans poesi har genomgående en dyster prägel, diktionen är bildrik, men något tung. 
Av hans verk kan nämnas diktsamlingarna Gedichte (I, 1854, 7:e upplagan 1871; II, 1868, 3:e upplagan 1874; III, 1870), Dunkle Gewalten (1872), Schlusssteine (1878), Lyrisches (1885), Jahresringe (1889) och Schlussrhythmen (1901), Die Völkerwanderung (3 böcker, 1866-68; 2:a upplagan 1892), ett stort episkt verk, några noveller samt en hel del historiska skådespel, samlade 1897 och 1899. År 1899 utkom ett band av hans levnadsminnen.

## Utmärkelser
- Maximiliansorden för konst och vetenskap,  1874
- Hedersmedborgare i Lindau,  1890
- Hedersmedborgare i München,  1890
- Bayerska kronorden,  1890

[Redigera Wikidata]